# Jevnaker
Jevnaker è un comune norvegese della contea di Akershus.

## Cultura

### Musei
A Jevnaker si trova il Kistefos-Museet, museo d'arte contemporanea e parco delle sculture.
Il parco delle sculture ha aperto al pubblico nel 1996 con una mostra di 25 sculture.
Fondato da Christen Sveaas, il maggiore azionista di Kistefos, una società privata di investimento, il museo sorge sul sito di una fabbrica di cellulosa in disuso e comprende la cascata di Kistefossen.
Il parco, di 17,6 ettari, si estende attorno al fiume Randselva e alle aree circostanti, compresi vecchi edifici industriali come la fabbrica di cellulosa e altri edifici affittati dal gruppo Kistefos.
Grazie alle donazioni di Christen Sveaas e del comune di Jevnaker, Kistefos ospita due gallerie d'arte, un museo e un parco che contiene 55 sculture, sia di artisti norvegesi che internazionali. Il museo di Kistefos è stato inserito nell'elenco dei dieci siti del patrimonio culturale tecnico e industriale dalla Direzione norvegese per il patrimonio culturale, fungendo da monumento industriale moderno degno di essere preservato come parte della cultura norvegese e scandinava.